# 山木幸三郎
山木 幸三郎（やまき こうざぶろう 1931年4月18日 - 2018年12月26日）は、日本のミュージシャン・作曲家・編曲家。宮間利之とニューハードのギタリスト。東京都出身。

## 略歴・人物
1950年、17歳の頃よりプロ活動を始め、1951年に高見弘らとジャズコンボ「グレーシー5」を結成。1953年に宮間利之率いるジャイブ・エーセスに入団（1958年にジャイブ・エーセスから宮間利之とニューハードへと改称）。以来、ギタリスト兼作編曲家として長年にわたり活躍。
2018年12月26日、不整脈のため87歳で死去。

## 楽曲提供作品
- グラシェラ・スサーナ
  - 「愛の音」（編曲）
  - 「人が行く」（作曲・編曲）
  - 「愛さないの愛せないの」（作曲・編曲）
  - 「涙の時計」（編曲）
  - 「アドロ」（編曲）
  - 「粋な別れ」（編曲）
  - 「雪が降る」（編曲）
  - 「白い想い出」（編曲）
  - 「街燈」（編曲）
  - 「仕方ないわ」（作曲・編曲）
  - 「こんなに遠くまで」（編曲）
  - 「愛の怖れ」（編曲）

- グラシェラ・スサーナ・菅原洋一
  - 「愛はすべてを変える」（作曲・編曲）

- 坂本スミ子
  - 「ブルー・ナイト・イン・ヨコハマ」（編曲）

- しばたはつみ
  - 「南風のサンバ」（作曲・編曲）

- 日吉ミミ
  - 「捜索願」（作曲・編曲）

- 和田アキ子
  - 「どしゃぶりの雨の中で」（編曲）